# Hua Mulan (inslagkrater)
Hua Mulan is een inslagkrater op de planeet Venus. Hua Mulan werd in 1991 genoemd naar de Chinese heldin Hua Mulan (412-502).
De krater heeft een diameter van 24 kilometer en bevindt zich in het quadrangle Snegurochka Planitia (V-1).